# Foundation for a Free Information Infrastructure
Foundation for a Free Information Infrastructure (da. Organisationen for en fri information-infrastruktur) eller FFII, er en idealistisk forening med hovedsæde i München, Tyskland.

## Softwarepatenter
FFII er blandt andet kendt for at være aktiv i kampen mod Softwarepatenter som skabte opmærksomhed især i 2005, hvor Europaparlamentet stemte om et direktiv, der skulle fritage datarelaterede opfindelser for patentregler. 6 juli 2005 nedstemte Europaparlamentet direktivet med 648 stemmer mod.